# فهرست قنات‌های شهرستان فردوس
جدول زیر بر اساس آمار وزارت جهاد کشاورزی تهیه شده‌است. فهرست زیر قنات‌های شهرستان فردوس در استان خراسان جنوبی را نشان می‌دهد.
| نام قنات       | موقعیت                  | نزدیک‌ترین روستا | طول قنات (متر) | تعداد میله چاه | عمق مادر چاه | دبی (لیتر بر ثانیه) | سطح زیر کشت (هکتار) |
| -------------- | ----------------------- | --------------- | -------------- | -------------- | ------------ | ------------------- | ------------------- |
| اباذر قاضی     | بخش مرکزی شهرستان فردوس | برون            | ۴۰۰            | ۱۵             | ۶            | ۶                   | ۱۰                  |
| ابدریک         | بخش مرکزی شهرستان فردوس | انارستانک       | ۱۰۰۰           | ۷۰             | ۲۵           | ۶                   | ۵                   |
| ابدکی          | بخش مرکزی شهرستان فردوس | ابدکی           | ۵۰۰            | ۱۲             | ۱۵           | ۴                   | ۵                   |
| امامی پایین‌    | بخش مرکزی شهرستان فردوس | خرو             | ۱۸۰            | ۱۰             | ۲۵           | ۲                   | ۳                   |
| امامی بالا     | بخش مرکزی شهرستان فردوس | خرو             | ۲۰۰            | ۲۰             | ۱۰           | ۲                   | ۳                   |
| امامی بالا     | بخش مرکزی شهرستان فردوس | خرو             | ۲۰۰            | ۲۰             | ۲۰           | ۱                   | ۳                   |
| امرودکان پایین | بخش مرکزی شهرستان فردوس | امرودکان        | ۱۰۰۰           | ۵۰             | ۲۵           | ۱۵                  | ۵                   |
| امرودکان بالا  | بخش مرکزی شهرستان فردوس | امرودکان        | ۱۲۰۰           | ۳۰             | ۲۰           | ۱۵                  | ۳۵                  |
| امرودکن        | بخش مرکزی شهرستان فردوس | خانیک           | ۱۰۰۰           | ۵۰             | ۲۵           | ۱۰                  | ۳                   |
| ابراهیمی       | بخش مرکزی شهرستان فردوس | فتح‌آباد         | ۱۵۰۰           | ۷۰             | ۶۰           | ۵                   | ۱۰                  |
| ابراهیم‌آباد    | بخش مرکزی شهرستان فردوس | فتح‌آباد         | ۲۰۰۰           | ۸۰             | ۴۵           | ۷                   | ۱۰                  |
| احمدآباد       | بخش مرکزی شهرستان فردوس | مهوید           | ۱۵۰۰           | ۳۰             | ۲۰           | ۶                   | ۱۰                  |
| استاد عباس     | بخش مرکزی شهرستان فردوس | برون            | ۵۰۰            | ۱۵             | ۸            | ۱                   | ۲                   |
| اسماعیل‌آباد    | بخش مرکزی شهرستان فردوس | خانکوک          | ۳۴۰            | ۱۵             | ۱۶           | ۳                   | ۶                   |
| اصلی مهوید     | بخش مرکزی شهرستان فردوس | مهوید           | ۷۰۰۰           | ۶۰             | ۱۲           | ۱۵                  | ۲۵                  |
| اصلی افقو      | بخش مرکزی شهرستان فردوس | افقو            | ۱۰۰۰           | ۲۰             | ۱۵           | ۳۰                  | ۴۰                  |
| اصلی برون      | بخش مرکزی شهرستان فردوس | برون            | ۸۰۰۰           | ۱۲۰            | ۶۰           | ۸۰                  | ۲۰۰                 |
| اصلی بیدسکان   | بخش مرکزی شهرستان فردوس | بیدسکان         | ۴۵۰            | ۲۰             | ۴۵           | ۲۰                  | ۳۵                  |
| اصلی خرو       | بخش مرکزی شهرستان فردوس | خرو             | ۱۰۰۰           | ۱۰             | ۱۲           | ۶                   | ۱۰                  |
| افتالک         | بخش مرکزی شهرستان فردوس | خرو             | ۴۰۰            | ۲۰             | ۱۵           | ۱                   | ۲                   |
| النگ پایین     | بخش مرکزی شهرستان فردوس | برون            | ۲۰۰            | ۹              | ۹            | ۳                   | ۵                   |
| النگ بالا      | بخش مرکزی شهرستان فردوس | برون            | ۵۰۰            | ۱۵             | ۸            | ۵                   | ۱۰                  |
| امامی پایین    | بخش مرکزی شهرستان فردوس | خرو             | ۱۸۰            | ۱۰             | ۲۵           | ۲                   | ۳                   |
| امامی بالا     | بخش مرکزی شهرستان فردوس | خرو             | ۲۰۰            | ۲۰             | ۱۰           | ۲                   | ۳                   |
| امامی بالا     | بخش مرکزی شهرستان فردوس | خرو             | ۲۰۰            | ۲۰             | ۲۰           | ۱                   | ۳                   |
| امرودکان پایین | بخش مرکزی شهرستان فردوس | امرودکان        | ۱۰۰۰           | ۵۰             | ۲۵           | ۱۵                  | ۵                   |
| امرودکان بالا  | بخش مرکزی شهرستان فردوس | امرودکان        | ۱۲۰۰           | ۳۰             | ۲۰           | ۱۵                  | ۳۵                  |
| امرودکن        | بخش مرکزی شهرستان فردوس | خانیک           | ۱۰۰۰           | ۵۰             | ۲۵           | ۱۰                  | ۳                   |
| انارستانک      | بخش مرکزی شهرستان فردوس | انارستانک       | ۲۰۰۰           | ۵۰             | ۲۵           | ۲۰                  | ۴۰                  |
| انارو          | بخش مرکزی شهرستان فردوس | گستج            | ۱۳۰            | ۵              | ۴            | ۱                   | ۲                   |
| انگستان        | بخش مرکزی شهرستان فردوس | باداموک         | ۱۰۰            | ۱۰             | ۱۰           | ۲                   | ۲                   |
| اهنگران        | بخش مرکزی شهرستان فردوس | گستج            | ۱۰۰            | ۵              | ۷            | ۲                   | ۵                   |
| باداموک        | بخش مرکزی شهرستان فردوس | باداموک         | ۲۵۰            | ۶              | ۱۵           | ۸                   | ۳۵                  |
| برگز           | بخش مرکزی شهرستان فردوس | افقو            | ۳۰۰            | ۲۰             | ۱۵           | ۱۵                  | ۱۵                  |
| برگستان        | بخش مرکزی شهرستان فردوس | انارستانک       | ۴۰۰            | ۱۰             | ۱۵           | ۳                   | ۱۰                  |
| برگی           | بخش مرکزی شهرستان فردوس | مهوید           | ۱۵۰۰           | ۱۰             | ۳            | ۵                   | ۱۰                  |
| بزنگر          | بخش مرکزی شهرستان فردوس | خانکوک          | ۴۰۰            | ۱۶             | ۱۸           | ۳                   | ۸                   |
| بهرو           | بخش مرکزی شهرستان فردوس | بیدسکان         | ۱۰۰۰           | ۳۰             | ۴۵           | ۱۵                  | ۲۰                  |
| بکری پایین     | بخش مرکزی شهرستان فردوس | بکری            | ۲۰۰۰           | ۲۵             | ۲۰           | ۱۵                  | ۲۰                  |
| بکری بالا      | بخش مرکزی شهرستان فردوس | خانیک           | ۱۵۰۰           | ۹۰             | ۴۰           | ۲                   | ۱۰                  |
| بکری بالا      | بخش مرکزی شهرستان فردوس | بکری بالا       | ۱۵۰۰           | ۷۰             | ۴۰           | ۱۰                  | ۱۰                  |
| بگرج           | بخش مرکزی شهرستان فردوس | گستج            | ۳۰۰            | ۲۴             | ۷            | ۲                   | ۸                   |
| بی شک          | بخش مرکزی شهرستان فردوس | بیدسکان         | ۱۵۰۰           | ۴۰             | ۲۰           | ۳                   | ۸                   |
| بیشه           | بخش مرکزی شهرستان فردوس | بیدسکان         | ۲۵۰            | ۱۰             | ۳            | ۲                   | ۲                   |
| بیغ و بیغچه    | بخش مرکزی شهرستان فردوس | خرو             | ۳۰۰            | ۷              | ۷            | ۲                   | ۳                   |
| ترشیزوک        | بخش مرکزی شهرستان فردوس | ترشیزوک         | ۲۰۰            | ۱۲             | ۱۵           | ۷                   | ۲۰                  |
| تفل کوه        | بخش مرکزی شهرستان فردوس | برون            | ۴۰۰            | ۱۰             | ۵            | ۲                   | ۳                   |
| تنگل تجینان    | بخش مرکزی شهرستان فردوس | حسین‌آباد        | ۱۰۰            | ۶              | ۱۰           | ۱                   | ۲                   |
| تنگل چشمه      | بخش مرکزی شهرستان فردوس | افقو            | ۰              | ۰              | ۰            | ۱۰                  | ۱۳                  |
| تک سنگ بست     | بخش مرکزی شهرستان فردوس | باداموک         | ۲۰۰            | ۹              | ۱۰           | ۳                   | ۹                   |
| تک سیاه کوهی   | بخش مرکزی شهرستان فردوس | باداموک         | ۱۵۰            | ۱۰             | ۱۳           | ۵                   | ۷                   |
| تک پشته گرد    | بخش مرکزی شهرستان فردوس | باداموک         | ۲۰۰            | ۸              | ۱۲           | ۲                   | ۳                   |
| تک چنار        | بخش مرکزی شهرستان فردوس | باداموک         | ۱۵۰            | ۸              | ۱۰           | ۳                   | ۳                   |
| تک کمری        | بخش مرکزی شهرستان فردوس | تک کمری         | ۱۲۰            | ۶              | ۱۱           | ۱                   | ۲                   |
| تک گز          | بخش مرکزی شهرستان فردوس | باداموک         | ۶۰۰            | ۵              | ۱۲           | ۳                   | ۳                   |
| تگ لون         | بخش مرکزی شهرستان فردوس | افقو            | ۷۰۰            | ۱۵             | ۸            | ۴                   | ۶                   |
| تیغ سنگ        | بخش مرکزی شهرستان فردوس | بیدسکان         | ۲۵۰            | ۱۰             | ۳۰           | ۲                   | ۲                   |
| جزیته          | بخش مرکزی شهرستان فردوس | مهران کوشک      | ۵٠٠            | ١۵             | ۱۵           | ۵                   | ۵                   |
| جوان           | بخش مرکزی شهرستان فردوس | باداموک         | ۲۰۰            | ۸              | ۱۰           | ۲                   | ۳                   |
| حاجی زمان      | بخش مرکزی شهرستان فردوس | باغستان         | ۳۰۰            | ۱۰             | ۸            | ۲                   | ۳                   |
| حاجی عبدالله   | بخش مرکزی شهرستان فردوس | باغستان         | ۲۰۰۰           | ۸۰             | ۳۰           | ۲۵                  | ۲۰۰۰                |
| حاجی‌آباد       | بخش مرکزی شهرستان فردوس | گستج            | ۵۰۰            | ۳۵             | ۲۸           | ۲۰                  | ۱۰۰                 |
| حسن‌آباد        | بخش مرکزی شهرستان فردوس | گستج            | ۱۰۰            | ۵              | ۱۲           | ۱                   | ۲                   |
| حسین‌آباد       | بخش مرکزی شهرستان فردوس | برون            | ۴۰۰            | ۱۰             | ۱۰           | ۲                   | ۲                   |
| حسین‌آباد       | بخش مرکزی شهرستان فردوس | بیدسکان         | ۴۰             | ۵              | ۷            | ۱                   | ۱۰                  |
| خادم‌آباد       | بخش مرکزی شهرستان فردوس | فریدونی         | ۲۰۰۰           | ۶۰             | ۲۰           | ۴                   | ۶                   |
| خارتوت         | بخش مرکزی شهرستان فردوس | فتح‌آباد         | ۷۰۰            | ۲۰             | ۲۰           | ۱۰                  | ۱۰                  |
| خانکوک         | بخش مرکزی شهرستان فردوس | بیدسکان         | ۶۰۰            | ۱۳             | ۱۰           | ۱                   | ۲                   |
| خانیک          | بخش مرکزی شهرستان فردوس | ترشیزوک         | ۲۵۰            | ۱۲             | ۱۰           | ۱۰                  | ۲۰                  |
| خانیک          | بخش مرکزی شهرستان فردوس | خانیک           | ۲۰۰۰           | ۸۰             | ۳۸           | ۱۰                  | ۱۲                  |
| خروسنگ         | بخش مرکزی شهرستان فردوس | بیدسکان         | ۵۰۰            | ۲۰             | ۲۰           | ۲                   | ۲                   |
| خندان          | بخش مرکزی شهرستان فردوس | مهوید           | ۲۱۰۰           | ۶              | ۱۳           | ۶                   | ۱۵                  |
| خوش منظر       | بخش مرکزی شهرستان فردوس | باغستان         | ۲۰۰۰           | ۶۰             | ۶            | ۱۵                  | ۱۵                  |
| دره            | بخش مرکزی شهرستان فردوس | بیدسکان         | ۵۰۰            | ۲۰             | ۲۵           | ۲۰                  | ۲۰                  |
| دره ظهر        | بخش مرکزی شهرستان فردوس | ظهر             | ۱۵۰            | ۵              | ۸            | ۷                   | ۷                   |
| درگور          | بخش مرکزی شهرستان فردوس | بیدسکان         | ۵۰۰            | ۱۵             | ۲۰           | ۱۵                  | ۵                   |
| دلگشا          | بخش مرکزی شهرستان فردوس | خرو             | ۵۰۰            | ۲۵             | ۱۰           | ۱                   | ۳                   |
| دنگ دنگو       | بخش مرکزی شهرستان فردوس | بیدسکان         | ۳۰۰            | ۸              | ۱۲           | ۲                   | ۳                   |
| ده حاجی        | بخش مرکزی شهرستان فردوس | فتح‌آباد         | ۵۰۰            | ۱۰             | ۱۲           | ۱۰                  | ۱۵                  |
| دهنو           | بخش مرکزی شهرستان فردوس | مهوید           | ۲۵۰            | ۱۲             | ۸            | ۶                   | ۵                   |
| دهنو پایین     | بخش مرکزی شهرستان فردوس | افقو            | ۴۰۰            | ۱۰             | ۸            | ۳                   | ۴                   |
| دهنو بالا      | بخش مرکزی شهرستان فردوس | افقو            | ۲۰۰۰           | ۵۰             | ۱۲           | ۳                   | ۳                   |
| دیرآباد        | بخش مرکزی شهرستان فردوس | بیدسکان         | ۳۵۰            | ۱۰             | ۱۴           | ۸                   | ۱۱                  |
| رحمت‌آباد       | بخش مرکزی شهرستان فردوس | حسین‌آباد        | ۲۱۰            | ۰              | ۲            | ۲                   | ۲                   |
| رحمت‌آباد       | بخش مرکزی شهرستان فردوس | باغستان         | ۱۷۰۰           | ۵              | ۱۵           | ۱۴                  | ۲۰                  |
| رودسفید        | بخش مرکزی شهرستان فردوس | بیدسکان         | ۳۰۰            | ۱۰             | ۱۲           | ۲                   | ۳                   |
| زردان          | بخش مرکزی شهرستان فردوس | گستج            | ۴۰۰            | ۲۵             | ۱۰           | ۲                   | ۵                   |
| زرکال          | بخش مرکزی شهرستان فردوس | خرو             | ۱۵۰            | ۶              | ۸            | ۳                   | ۶                   |
| سربیشه         | بخش مرکزی شهرستان فردوس | باداموک         | ۳۰۰            | ۱۲             | ۱۵           | ۱۰                  | ۱۰                  |
| سرخ آویج       | بخش مرکزی شهرستان فردوس | باداموک         | ۶۰۰            | ۱۳             | ۲۰           | ۱۰                  | ۲۰                  |
| سعادت‌آباد      | بخش مرکزی شهرستان فردوس | مهوید           | ۲۰۰۰           | ۷۰             | ۳۰           | ۷                   | ۱۴                  |
| سعدآباد        | بخش مرکزی شهرستان فردوس | اسلامیه         | ۱۸۰۰۰          | ۱۵۰            | ۹۰           | ۱۵                  | ۲۰                  |
| سمبل‌آباد       | بخش مرکزی شهرستان فردوس | بیدسکان         | ۷۰۰            | ۱۴             | ۲۵           | ۳                   | ۵                   |
| سیدآباد        | بخش مرکزی شهرستان فردوس | مهوید           | ۲۰۰            | ۱۰             | ۱۰           | ۲                   | ۳                   |
| سیدآباد        | بخش مرکزی شهرستان فردوس | مهوید           | ۲۰۰            | ۱۰             | ۱۰           | ۱                   | ۲                   |
| شاهرضا         | بخش مرکزی شهرستان فردوس | خانکوک          | ۲۰۰            | ۵              | ۸            | ۲                   | ۲                   |
| شنوچه          | بخش مرکزی شهرستان فردوس | برون            | ۱۵۰            | ۷              | ۱۵           | ۳                   | ۵                   |
| شورآباد        | بخش مرکزی شهرستان فردوس | برون            | ۵۰۰            | ۲۰             | ۱۰           | ۲                   | ۲                   |
| شیرارک         | بخش مرکزی شهرستان فردوس | باغستان         | ۴۰۰            | ۹              | ۲۰           | ۴                   | ۱۱                  |
| شیرعباس‌آباد    | بخش مرکزی شهرستان فردوس | بیدسکان         | ۵۰۰            | ۹              | ۱۰           | ۲                   | ۲                   |
| شیرعلی         | بخش مرکزی شهرستان فردوس | بیدسکان         | ۳۰۰            | ۱۲             | ۱۲           | ۲                   | ۲                   |
| طلا آباد       | بخش مرکزی شهرستان فردوس | انارستانک       | ۱۵۰            | ۱۰             | ۱۰           | ۳                   | ۵                   |
| ظهر            | بخش مرکزی شهرستان فردوس | ظهر             | ۷۰۰            | ۳۳             | ۱۲           | ۸                   | ۱۲                  |
| ظهر            | بخش مرکزی شهرستان فردوس | ظهر             | ۷۰۰            | ۳۵             | ۳            | ۶                   | ۱۸                  |
| ظهروج          | بخش مرکزی شهرستان فردوس | ظهر             | ۳۰             | ۱۲             | ۱۰           | ۲                   | ۳                   |
| ظهروچشم        | بخش مرکزی شهرستان فردوس | ظهر             | ۳۰۰            | ۱۲             | ۵            | ۱                   | ۲۰۵                 |
| عاقل‌آباد       | بخش مرکزی شهرستان فردوس | افقو            | ۴۶۰            | ۲۵             | ۱۷           | ۵                   | ۸                   |
| عاقل‌آباد       | بخش مرکزی شهرستان فردوس | عاقل‌آباد        | ۵۰۰            | ۲۰             | ۲۰           | ۱۰                  | ۱۵                  |
| عباس‌آباد       | بخش مرکزی شهرستان فردوس | باداموک         | ۱۵۰            | ۱۶             | ۱۱           | ۳                   | ۵                   |
| عباس‌آباد       | بخش مرکزی شهرستان فردوس | ظهر             | ۲۵۰            | ۱۲             | ۱۰           | ۲                   | ۲                   |
| عباس‌آباد       | بخش مرکزی شهرستان فردوس | حسین‌آباد        | ۲۰۰            | ۱۲             | ۸            | ۲                   | ۳                   |
| عباس‌آباد       | بخش مرکزی شهرستان فردوس | گستج            | ۲۰۰            | ۱۹             | ۲۰           | ۲                   | ۲                   |
| عبدالله آباد   | بخش مرکزی شهرستان فردوس | افقو            | ۲۰۰۰           | ۵۰             | ۱۲           | ۶                   | ۸                   |
| عبدالرحمن      | بخش مرکزی شهرستان فردوس | حسین‌آباد        | ۵۰۰            | ۱۵             | ۱۸           | ۲                   | ۳                   |
| عبدل‌آباد       | بخش مرکزی شهرستان فردوس | گستج            | ۷۰۰            | ۲۰             | ۱۲           | ۴                   | ۵                   |
| عبدل‌آباد       | بخش مرکزی شهرستان فردوس | گستج            | ۲۰۰            | ۹              | ۱۰           | ۸                   | ۱۵                  |
| عزم            | بخش مرکزی شهرستان فردوس | برون            | ۱۰۰            | ۸              | ۶            | ۴                   | ۱۵                  |
| علی‌آباد        | بخش مرکزی شهرستان فردوس | بیدسکان         | ۸۰۰            | ۱۵             | ۱۸           | ۴                   | ۸                   |
| علی‌آباد        | بخش مرکزی شهرستان فردوس | بیدسکان         | ۷۰۰            | ۲۰             | ۳۰           | ۸                   | ۱۳                  |
| عیش‌آباد        | بخش مرکزی شهرستان فردوس | فتح‌آباد         | ۲۸۰۰           | ۸۰             | ۸            | ۵                   | ۸                   |
| فتح‌آباد        | بخش مرکزی شهرستان فردوس | فتح‌آباد         | ۲۰۰۰           | ۴۰             | ۴۵           | ۲۰                  | ۲۰                  |
| فرخنده         | بخش مرکزی شهرستان فردوس | برون            | ۲۰۰۰           | ۴۰             | ۴۵           | ۶                   | ۶                   |
| فرسنگ          | بخش مرکزی شهرستان فردوس | بیدسکان         | ۲۵۰            | ۱۲             | ۱۰           | ۳                   | ۴                   |
| فریدونی        | بخش مرکزی شهرستان فردوس | فریدونی         | ۵۰۰۰           | ۲۵۰            | ۸۵           | ۱۲                  | ۲۰                  |
| فنود پایین     | بخش مرکزی شهرستان فردوس | مهوید           | ۶۰۰            | ۳۰             | ۱۲           | ۶                   | ۱۰                  |
| فنود بالا      | بخش مرکزی شهرستان فردوس | مهوید           | ۵۰۰            | ۲۵             | ۱۳           | ۱۵                  | ۳۰                  |
| قاسم‌آباد       | بخش مرکزی شهرستان فردوس | باداموک         | ۱۵۰            | ۱۵             | ۱۰           | ۲                   | ۳                   |
| قنات اصلی      | بخش مرکزی شهرستان فردوس | گستج            | ۲۵۰            | ۱۶             | ۱۸           | ۱۰                  | ۱۲                  |
| قنات نو        | بخش مرکزی شهرستان فردوس | مهوید           | ۱۰۰۰           | ۳۰             | ۱۰           | ۱۲                  | ۲۰                  |
| قنوات بلده     | بخش مرکزی شهرستان فردوس | قنوات بلده      | ۸۰۰۰           | ۳۵۰            | ۴۰           | ۲۰                  | ۲۰۰۰                |
| قنوات بلده     | بخش مرکزی شهرستان فردوس | باغستان         | ۸۰۰۰           | ۱۰۰            | ۳۵           | ۱۲۰                 | ۲۰۰۰                |
| لجنو           | بخش مرکزی شهرستان فردوس | لجنو            | ۱۵۰۰           | ۲۵             | ۲۰           | ۲۰                  | ۲۰                  |
| لطف‌آباد        | بخش مرکزی شهرستان فردوس | باداموک         | ۸۰۰            | ۲۰             | ۱۲           | ۱۵                  | ۲۰                  |
| ماهیچ خانیک    | بخش مرکزی شهرستان فردوس | بیدسکان         | ۵۰۰            | ۱۵             | ۱۴           | ۱۵                  | ۱۵                  |
| محمدآباد       | بخش مرکزی شهرستان فردوس | برون            | ۲۰۰            | ۴              | ۱۰           | ۲                   | ۵                   |
| محک برگستان    | بخش مرکزی شهرستان فردوس | افقو            | ۳۰۰            | ۱۵             | ۱۴           | ۲                   | ۳                   |
| مشک‌آباد پایین  | بخش مرکزی شهرستان فردوس | مهوید           | ۲۵۰            | ۱۵             | ۱۵           | ۳                   | ۳                   |
| مشک‌آباد بالا   | بخش مرکزی شهرستان فردوس | مهوید           | ۷۰۰            | ۲۰             | ۱۰           | ۵                   | ۲                   |
| میرزا محمد     | بخش مرکزی شهرستان فردوس | بیدسکان         | ۳۰۰            | ۶              | ۱۰           | ۴                   | ۵                   |
| میرزامحمدعبدی  | بخش مرکزی شهرستان فردوس | بیدسکان         | ۵۰۰            | ۱۴             | ۱۰           | ۱                   | ۱                   |
| نادعلی         | بخش مرکزی شهرستان فردوس | گسنج            | ۲۰۰            | ۷              | ۱۰           | ۱                   | ۱۰                  |
| نشم‌آباد        | بخش مرکزی شهرستان فردوس | خانگوگ          | ۳۰۰            | ۱۸             | ۱۵           | ۲                   | ۲                   |
| نصیرآباد پایین | بخش مرکزی شهرستان فردوس | مهوید           | ۵۰۰            | ۲۰             | ۵            | ۳                   | ۶                   |
| نصیرآباد بالا  | بخش مرکزی شهرستان فردوس | مهوید           | ۲۵۰            | ۱۵             | ۱۲           | ۳                   | ۳                   |
| نو خرو         | بخش مرکزی شهرستان فردوس | خرو             | ۲۵۰            | ۸              | ۱۰           | ۳                   | ۳                   |
| نوچ            | بخش مرکزی شهرستان فردوس | بیدسکان         | ۶۰۰            | ۲۰             | ۲۰           | ۵                   | ۱۰                  |
| نیو پایین      | بخش مرکزی شهرستان فردوس | برون            | ۲۰۰            | ۱۲             | ۱۵           | ۲                   | ۱۰                  |
| نیو بالا       | بخش مرکزی شهرستان فردوس | برون            | ۳۰۰            | ۳              | ۶            | ۲                   | ۰                   |
| همت‌آباد        | بخش مرکزی شهرستان فردوس | افقو            | ۴۰۰            | ۱۲             | ۷            | ۲                   | ۲                   |
| همت‌آباد        | بخش مرکزی شهرستان فردوس | فتح‌آباد         | ۲۰۰            | ۶              | ۸            | ۲                   | ۵                   |
| هنگام          | بخش مرکزی شهرستان فردوس | مهران کوشک      | ۳۲۰            | ۱۳             | ۱۵           | ۲                   | ۵                   |
| پتک بالا       | بخش مرکزی شهرستان فردوس | برون            | ۷۰۰            | ۱۰             | ۳۰           | ۱۰                  | ۱۵                  |
| پتگ پایین      | بخش مرکزی شهرستان فردوس | برون            | ۲۰۰            | ۶              | ۳            | ۱                   | ۳                   |
| پنوده          | بخش مرکزی شهرستان فردوس | گستج            | ۳۵۰            | ۱۴             | ۵            | ۲                   | ۲                   |
| پوران جعفر     | بخش مرکزی شهرستان فردوس | باداموک         | ۳۰۰            | ۱۴             | ۱۰           | ۳                   | ۳                   |
| پیوال زرد      | بخش مرکزی شهرستان فردوس | برون            | ۵۰             | ۸              | ۶            | ۲                   | ۲                   |
| چاهوش          | بخش مرکزی شهرستان فردوس | خانکوک          | ۱۵۰            | ۸              | ۹            | ۲                   | ۵                   |
| چشمه           | بخش مرکزی شهرستان فردوس | فتح‌آباد         | ۳۰۰            | ۱۵             | ۸            | ۷                   | ۳                   |
| چشمه کبک       | بخش مرکزی شهرستان فردوس | بیدسکان         | ۵۰۰            | ۱۲             | ۲۰           | ۵                   | ۶                   |
| چشمه گاو بیلی  | بخش مرکزی شهرستان فردوس | فتح‌آباد         | ۲۰۰            | ۱۵             | ۸            | ۶                   | ۵                   |
| کال زرشک       | بخش مرکزی شهرستان فردوس | خرو             | ۵۰۰            | ۲۰             | ۱۰           | ۱۰                  | ۱۰                  |
| کرآباد         | بخش مرکزی شهرستان فردوس | گستج            | ۴۰۰            | ۳۰             | ۲۴           | ۵                   | ۱۰                  |
| کروکی          | بخش مرکزی شهرستان فردوس | خانیک           | ۶۰             | ۵              | ۷            | ۱                   | ۲                   |
| کریم‌آباد       | بخش مرکزی شهرستان فردوس | گستج            | ۱۰۰            | ۶              | ۷            | ۲                   | ۵                   |
| کلاته آرامی    | بخش مرکزی شهرستان فردوس | مهوید           | ۲۰۰            | ۵              | ۱۲           | ۲                   | ۱                   |
| کلاته برجک     | بخش مرکزی شهرستان فردوس | کلاته برجک      | ۲۸۰            | ۶              | ۱۰           | ۲                   | ۸                   |
| کلاته حاجی     | بخش مرکزی شهرستان فردوس | بیدسکان         | ۳۰۰            | ۱۰             | ۲۰           | ۲                   | ۲                   |
| کلاته حسن بیگ  | بخش مرکزی شهرستان فردوس | خانیک           | ۵۰۰            | ۱۷             | ۱۵           | ۴                   | ۵                   |
| کلاته خار      | بخش مرکزی شهرستان فردوس | برون            | ۳۰۰            | ۱۰             | ۱۲           | ۵                   | ۱                   |
| کلاته سفید     | بخش مرکزی شهرستان فردوس | برون            | ۲۰۰            | ۵              | ۸            | ۲                   | ۲                   |
| کلاته سید      | بخش مرکزی شهرستان فردوس | کلاته سید       | ۴۰۰            | ۱۰             | ۱۲           | ۴                   | ۵                   |
| کلاته شاهراه   | بخش مرکزی شهرستان فردوس | افقو            | ۵۰۰            | ۱۸             | ۷            | ۲                   | ۳                   |
| کلاته شاه‌آباد  | بخش مرکزی شهرستان فردوس | فتح‌آباد         | ۱۰۰۰           | ۵۰             | ۱۵           | ۴                   | ۱۰                  |
| کلاته عرب      | بخش مرکزی شهرستان فردوس | حسین آباد       | ۵۰۰            | ۱۸             | ۲۰           | ۷                   | ۷                   |
| کلاته علی      | بخش مرکزی شهرستان فردوس | برون            | ۳۰۰            | ۱۰             | ۸            | ۴                   | ۳                   |
| کلاته فرخی     | بخش مرکزی شهرستان فردوس | افقو            | ۳۰             | ۴              | ۲            | ۲                   | ۲                   |
| کلاته قصاب     | بخش مرکزی شهرستان فردوس | گستج            | ۱۰۰۰           | ۲۵             | ۸            | ۱۰                  | ۱۰                  |
| کلاته قنبر     | بخش مرکزی شهرستان فردوس | حسین‌آباد        | ۲۰۰            | ۸              | ۱۲           | ۱                   | ۲                   |
| کلاته محمدآباد | بخش مرکزی شهرستان فردوس | افقو            | ۱۰۰            | ۷              | ۳            | ۱                   | ۱                   |
| کلاته محمود    | بخش مرکزی شهرستان فردوس | برون            | ۱۰۰۰           | ۴۰             | ۱۷           | ۱۵                  | ۳۳                  |
| کلاته معزی     | بخش مرکزی شهرستان فردوس | خانکوک          | ۹۰۰            | ۴۵             | ۱۶           | ۲۰                  | ۳۰                  |
| کلاته نجف      | بخش مرکزی شهرستان فردوس | خانیک           | ۲۰۰            | ۵              | ۴            | ۱                   | ۰                   |
| کلاته نصرآباد  | بخش مرکزی شهرستان فردوس | کلاته نصرآباد   | ۳۰۰            | ۱۳             | ۱۰           | ۱                   | ۳                   |
| کلاته نو       | بخش مرکزی شهرستان فردوس | باغستان         | ۸۰۰            | ۳۰             | ۱۸           | ۴                   | ۱۰                  |
| کلاته نو       | بخش مرکزی شهرستان فردوس | مهویه           | ۳۰۰            | ۱۰             | ۱۵           | ۱                   | ۵                   |
| کلاته پسیم     | بخش مرکزی شهرستان فردوس | کلاته پسیم      | ۲۰۰            | ۶              | ۵            | ۲                   | ۲                   |
| کلاته یعقوبعلی | بخش مرکزی شهرستان فردوس | کلاته یعقوبعلی  | ۷۰۰            | ۱۴             | ۱۳           | ۱۰                  | ۶                   |
| کم نظم         | بخش مرکزی شهرستان فردوس | بیدسکان         | ۱۰۰۰           | ۲۵             | ۲۵           | ۸                   | ۱۰                  |
| کوران          | بخش مرکزی شهرستان فردوس | کوران           | ۸۰۰            | ۲۰             | ۱۲           | ۳                   | ۵                   |
| گاو بیلی       | بخش مرکزی شهرستان فردوس | فتح‌آباد         | ۱۵۰۰           | ۴۰             | ۶۰           | ۱۲                  | ۱۵                  |
| گاورسک         | بخش مرکزی شهرستان فردوس | مهوید           | ۵۰۰            | ۲۵             | ۸            | ۴                   | ۶                   |
| گاورسک بالا    | بخش مرکزی شهرستان فردوس | مهوید           | ۱۰۰۰           | ۳۵             | ۱۵           | ۳                   | ۳                   |
| گاوگوزن        | بخش مرکزی شهرستان فردوس | گستج            | ۲۵۰            | ۲۰             | ۲۲           | ۳                   | ۳                   |
| گروئی          | بخش مرکزی شهرستان فردوس | باغستان         | ۲۰۰            | ۱۳             | ۳۰           | ۳                   | ۲                   |
| گزمشک          | بخش مرکزی شهرستان فردوس | مهوید           | ۵۰۰            | ۱۶             | ۱۴           | ۳                   | ۱۰                  |
| گزوبر          | بخش مرکزی شهرستان فردوس | بیدسکان         | ۷۰۰            | ۲۰             | ۷            | ۸                   | ۱۰                  |
| گفتار جعفر     | بخش مرکزی شهرستان فردوس | افقو            | ۵۰۰            | ۸              | ۶            | ۲                   | ۳                   |
| گل پخوان       | بخش مرکزی شهرستان فردوس | گل پخوان        | ۲۰۰۰           | ۲۵             | ۱۸           | ۳                   | ۲                   |
| گوده           | بخش مرکزی شهرستان فردوس | خانیک           | ۴۵۰            | ۲۵             | ۵۰           | ۳                   | ۳                   |